# Konrad Krzyżanowski
Konrad Krzyżanowski (né le 15 février 1872 à Krementchouk et mort le 25 mai 1922 à Varsovie) est un illustrateur et peintre polonais d'origine ukrainienne.
Il est principalement connu pour ses portraits et est considéré comme l'un des précurseurs de l'expressionnisme.

## Travaux

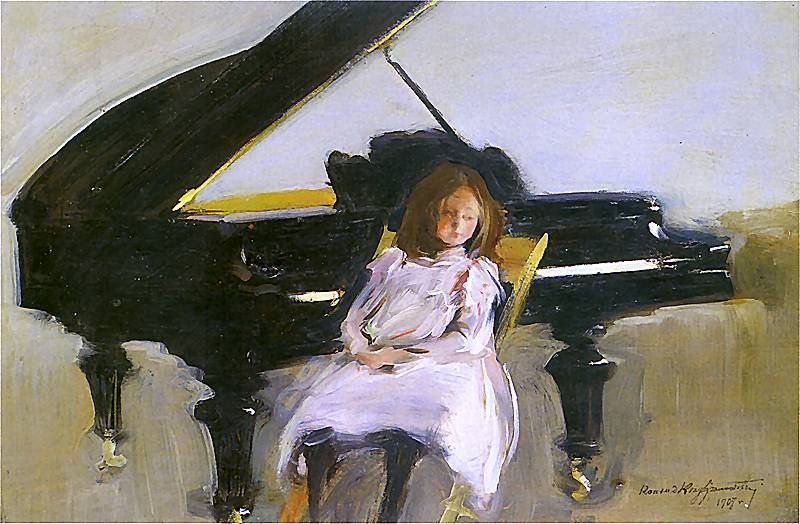
Fille au piano, 1907.
Nuages en Finlande, 1908.
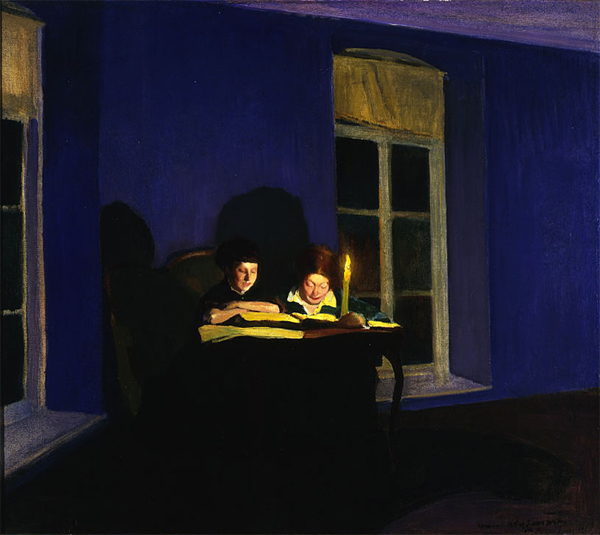
À la lueur de la bougie, 1914, musée national de Varsovie.
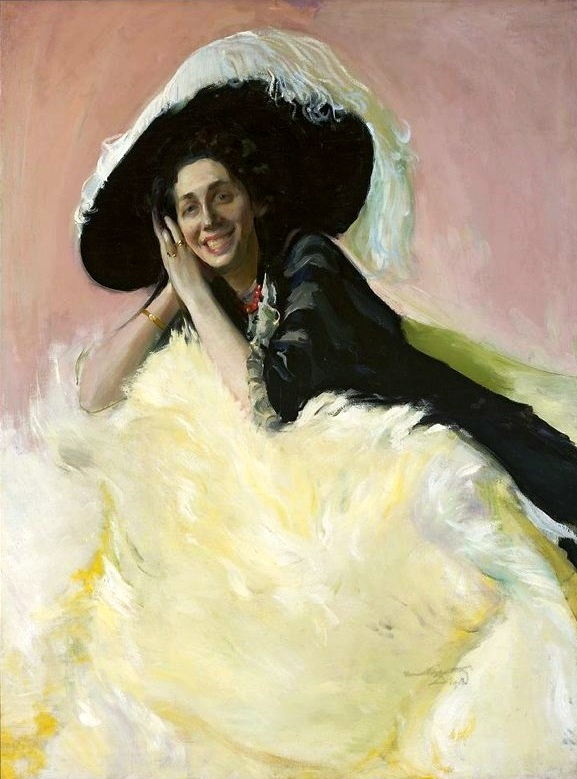
Portrait de Janina Wilczyńska née Ołtarzewska., 1912, musée national de Varsovie.
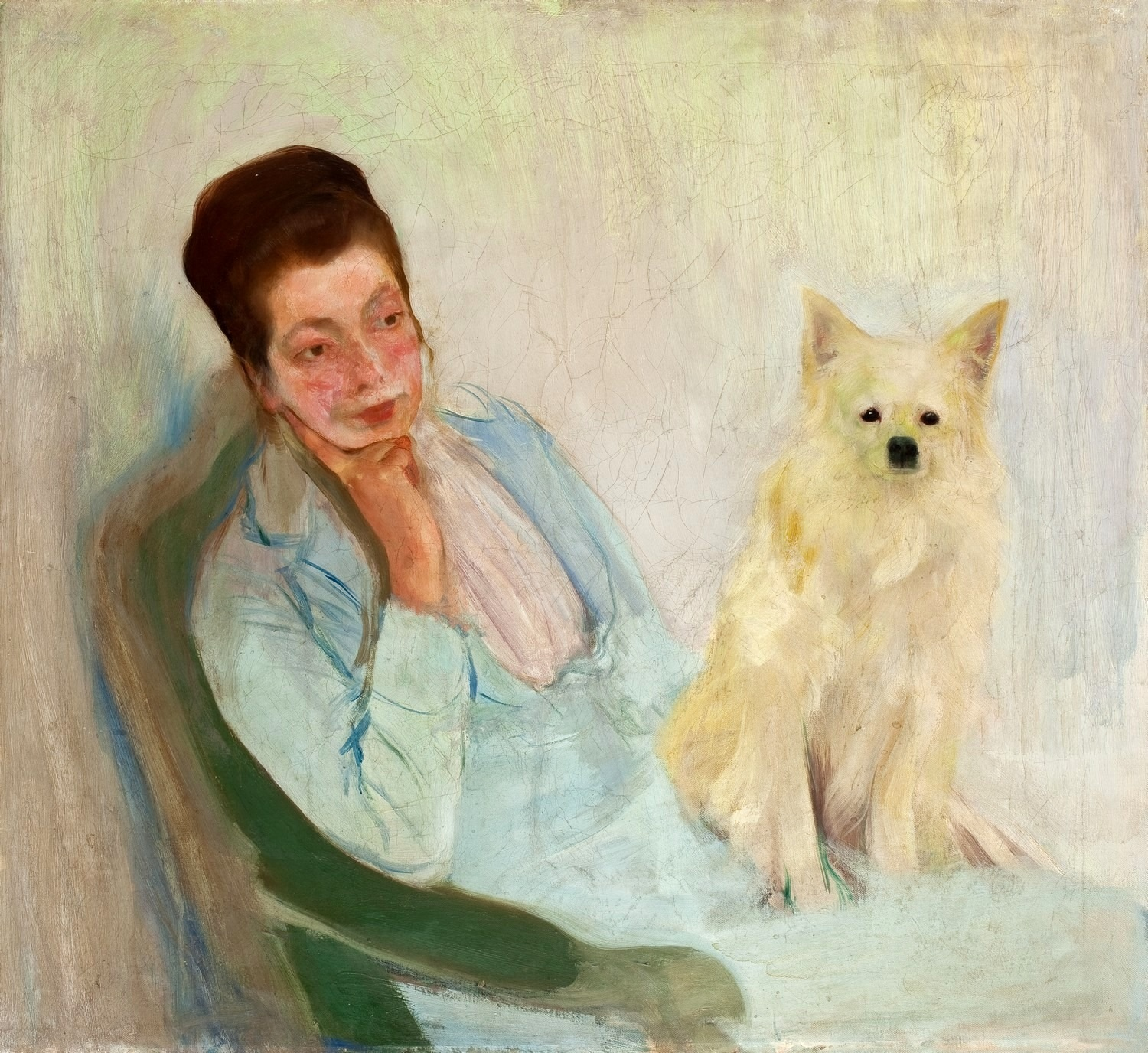
Femme au chien, musée national de Wrocław.